# Karen Denise Aubert

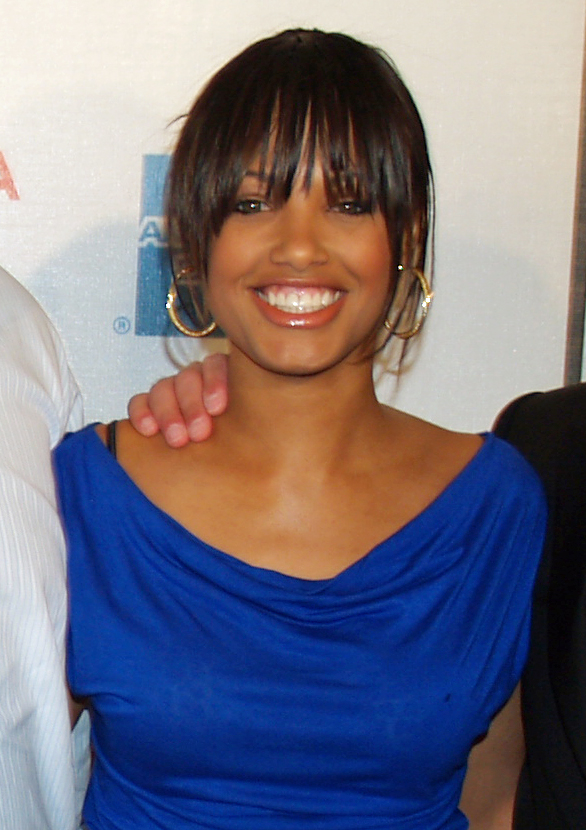
Karen Denise Aubert im Jahr 2007

Karen Denise Aubert (* 6. Dezember 1978 in Shreveport, Louisiana) ist eine US-amerikanische Schauspielerin und ein Model.

## Leben
Aubert wuchs in Kalifornien auf. Sie studierte an der San Diego State University und arbeitete zeitweise als ein Model, darunter für Victoria’s Secret. Als Schauspielerin debütierte sie in drei Folgen der Fernsehserie Clueless – Die Chaos-Clique aus dem Jahr 1999. In der Komödie Friday After Next (2002) spielte sie an der Seite von Ice Cube und Mike Epps eine der größeren Rollen. Die Zeitschrift Maxim wählte sie im Jahr 2003 auf die Liste Maxim's Hot 100.
In der Komödie Soul Plane (2004) trat Aubert an der Seite von Tom Arnold in einer größeren Rolle auf, eine größere Rolle spielte sie auch in dem Horrorfilm Frankenfish (2004). Aubert war darüber hinaus in zahlreichen Musikvideos zu sehen. Die Komödie Surfer, Dude, in der sie neben Matthew McConaughey spielte, wurde 2008 veröffentlicht.

## Filmografie (Auswahl)
- 1999: Clueless – Die Chaos-Clique (Clueless, Fernsehserie)
- 2002: The Scorpion King
- 2002: Friday After Next
- 2003: Hollywood Cops (Hollywood Homicide)
- 2004: DysEnchanted (Kurzfilm)
- 2004: Soul Plane
- 2004: Frankenfish
- 2005: In the Mix
- 2006: Bones – Die Knochenjägerin (Fernsehserie)
- 2007: The Grand
- 2008: Surfer, Dude
- 2012: In Sickness and in Health (Fernsehfilm)
- 2013: Turning Point
- 2013: Between Sisters (Fernsehfilm)
- 2013: My Sister's Wedding
- 2014: Percentage
- 2014: Married, for Real?! (The Issue, Fernsehserie)
- 2014: Lap Dance
- 2015: What Now
- 2015: The End (Key and Peele, Fernsehserie)
- 2016: Brothers (Uncle Buck, Fernsehserie)
- 2017: My B.F.F.
- 2017: 2016
- 2018: It's a Date
- 2018: Rich Africans (Fernsehserie)
- 2018: Ladies of the Law (Fernsehserie)
- 2020: The Perfect Mate
- 2020: She Ball